# برنوثن (كورنوال)
برنوثن (بالإنجليزية: Perranuthnoe)‏ هي قرية و أبرشية مدنية تقع في المملكة المتحدة في إنجلترا.